# Павлова, Вера Тодоровна
Ве́ра То́доровна Па́влова (болг. Вера Тодоро́ва Павло́ва) — Герой Социалистического Труда НРБ, заслуженный врач Народной Республики Болгария, доктор медицинских наук, профессор.

## Биография
Родилась 19 февраля 1912 года в Габрово, выросла в городе Ихтиман, в семье болгарского ученого-марксиста Тодора Павлова и уже в детстве принимала участие в деятельности болгарских коммунистов.
В Болгарии окончила 7 классов гимназии.
В 1926 году при помощи МОПР в составе группы из 30 детей участников Сентябрьского восстания 1923 года была вывезена из Болгарии в Австрию, откуда при помощи австрийской Красной помощи была переправлена в Веймарскую республику и размещена в детском доме "Мопрхейм" в Эльгерсбурге (Тюрингия), шефство над которым взяла на себя Коммунистическая партия Германии. Училась и отдыхала вместе с немецкими детьми рабочих Гамбурга, Кельна и Дрездена, в результате освоила немецкий язык.
Весной 1928 года была переправлена в СССР и после приезда в Москву была размещена в Международном детском доме на Красной Пресне. Шефство над двумя воспитанниками детского дома взяла на себя фабричная ячейка МОПР фабрики "Трёхгорная мануфактура", наставником В. Павловой стал рабочий фабрики З. Я. Литвин-Седой.
В 1931 году В. Павлова окончила мануфактурно-техническую школу при "Трёхгорной мануфактуре", получив среднее специальное образование по специальности "Химия текстильного производства" и квалификацию мастера-химика. Во время обучения в техникуме вступила в ВЛКСМ.
В дальнейшем, в течение трёх лет работала на фабрике, принимала активное участие в общественной деятельности, возглавила фабричный комитет комсомола.
В июне 1941 года с отличием окончила 2-й Московский медицинский институт и получила направление на работу в Молдавской АССР. Во время учёбы в институте вступила в ВКП(б), а также закончила в Центральном институте травматологии и протезирования курсы травматологии и ортопедии у профессора Н. Н. Приорова.
После начала 22 июня 1941 года Великой Отечественной войны, вместе с мужем приняли решение записаться добровольцами в действующую армию. После того, как дочь была отправлена в Куйбышев (чтобы в дальнейшем её забрали в семью родители мужа), 23 июня 1941 года они подали заявления в Ленинский районный комиссариат, однако вместо отправки на фронт были направлены на хирургические курсы совершенствования квалификации. После окончания курсов, 3 июля 1941 года В. Павлова получила отказ из военкомата (поскольку являлась подданной Болгарии, 1 марта 1941 года присоединившейся к пакту «Рим — Берлин — Токио» и вошедшей в число стран «оси») и обратилась с заявлением о пересмотре решения в Международный отдел ЦК ВКП(б). Её заявление было передано на рассмотрение в ЦК ВЛКСМ, куда В. Павлова была приглашена на собеседование. По результатам собеседования, 5 июля 1941 года В. Павлова была зачислена в ОМСБОН и направлена на прохождение службы в медицинско-санитарную часть бригады.
В первые недели службы находилась в районе посёлка Строитель - на пункте оказания медицинской помощи при центре боевой подготовки частей и подразделений бригады (там же, ещё до отправки на фронт, В. Павловой пришлось оказывать помощь первому пострадавшему - одному из военнослужащих бригады, который был травмирован, попав в аварию во время управления мотоциклом).
В октябре 1941 года на Загранбюро БКП рассматривали вопрос о возможности включить В. Павлову в состав группы нелегалов, подготовленной для деятельности на территории Болгарии.
В результате, вскоре после окончания советского контрнаступления под Москвой, В. Павлова была направлена в спецшколу, в которой прошла парашютно-десантную подготовку и обучение радиоделу. Обучение в спецшколе В. Павлова завершила весной 1942 года, после чего продолжила работу в качестве военного врача - до отправки за линию фронта в 1943 году она практически ежедневно проводила медицинские операции.
Ночью 8 октября 1943 года В. Павлова и боец ОМСБОН Асен Драганов были сброшены с самолёта У-2 в Цуманские леса - в партизанский отряд "Победители" под командованием полковника Д. Н. Медведева.
К выполнению обязанностей врача В. Павлова приступила в первый же день нахождения в партизанском отряде, сразу же после ознакомления с обстановкой (первым её пациентом стал заболевший партизан-разведчик Б. Б. Зюков).
8 ноября 1943 года немецко-полицейские силы (наступавшие при поддержке артиллерии и миномётов с двух сторон: от железнодорожной станции Киверцы и со стороны селения Берестяны) атаковали основной лагерь отряда «Победители» в урочище Лопатень в Цуманских лесах. Во время этого боя В. Павлова находилась в лесном лагере отряда, она перевязывала раненых и оказывала им медицинскую помощь в непосредственной близости от места боя. Когда бой приблизился к медсанчасти отряда, вместе с главным врачом отряда А. В. Цессарским и другими медиками отряда В. Павлова участвовала в сражении, прикрывая раненых и обоз отряда. После окончания боя, в три часа ночи 9 ноября 1943 года основные силы отряда оставили лагерь и совершили переход к северной границе Ровенской области.
В конце 1943 года совершивший 150-километровый марш отряд был атакован на временной стоянке в селении Велки-Целковичи, находившаяся вместе с ранеными В. Павлова участвовала в отражении нападения на медсанчасть отряда.
1 января 1944 года отряд «Победители» получил приказ покинуть Ровенскую и Волынскую области и перебазироваться на территорию Львовской области. Во время перехода на территорию Львовской области, в начале 1944 года остановившийся на отдых в селе Нивицы отряд был неожиданно атакован украинскими националистами. Деревенский дом, в котором находилась санчасть отряда, был окружён, но находившиеся здесь В. Павлова и А. В. Цессарский заняли оборону, отстреливаясь из окон до тех пор, пока на помощь к ним не пришли другие партизаны отряда. В этом бою А. В. Цессарский был ранен осколками брошенной в окно ручной гранаты, в результате В. Павлова приняла на себя обязанности главного врача отряда.
Вечером 5 февраля 1944 года отряд "Победители" с боем форсировал шоссе Ровно - Луцк, по которому двигались немецкие мотомеханизированные части, перешёл через линию фронта и вышел к передовым подразделениям кавалерийской дивизии РККА, а после вышел в тыл советских войск и был расформирован. По просьбе В. Павловой, её зачислили в партизанский отряд имени Богдана Хмельницкого, который должен был провести разведку в Карпатах и в дальнейшем действовать на направлении наступления советских войск в Венгрию. В составе этого отряда В. Павлова прошла через Галицию, Бессарабию и Молдавию в Венгрию.
Только за время нахождения в партизанском отряде Д. Н. Медведева в 1943-1944 годы В. Павлова лично участвовала в 33 боях и выполнила 800 медицинских операций. Помимо оказания медицинской помощи партизанам, за время нахождения за линией фронта В. Павлова оказала медицинскую помощь нескольким сотням человек из гражданского населения.
После возвращения из-за линии фронта была направлена на лечение контуженной почки в госпиталь, перенесла нефрит.

### Послевоенная биография
После окончания войны - защитила докторскую диссертацию на тему "История здравоохранения в Болгарской Народной республике" в Академии медицинских наук СССР, стала доктором медицинских наук и вернулась в Болгарию.
В 1945 - 1947 годы работала врачом в Софии.
Получила известность как основоположник научной школы истории медицины в Болгарии, автор свыше 150 научных трудов.
В 1961 году стала председателем Общества историков медицины НРБ. В 1966 году возглавила кафедру истории Медицинской академии НРБ и секцию историков науки исторического института Болгарской академии наук.
Являлась главным редактором альманаха "Асклепий" - международного ежегодника социалистических стран по вопросам истории и теории медицины.
Участвовала в работе 30 международных научных конгрессов. На XVII Международном конгрессе по истории медицины В. Павлова была избрана в руководство Международной ассоциации историков медицины.
Являлась организатором и руководителем XXVI Международного конгресса по истории медицины (прошедшем в августе 1978 года в Пловдиве).
Являлась организатором 1-го Национального конгресса по истории медицины (который состоялся в 1981 году в Шумене).
Скончалась в 2003 году.

## Семья
Муж И. Ю. Давыдов (1917 - 1996) - гражданин СССР, выпускник 2-го Московского медицинского института, участник Великой Отечественной войны, вышел в отставку в звании полковника медицинской службы. Дочь Победа. Сын Асен.

## Интересные факты
- Согласно семейной легенде, имя Вера она получила в честь Веры Павловны, гл. героини романа Чернышевского "Что делать?"
- В ряде источников упоминается как Павлова-Давыдова Вера Тодоровна[18].

## Государственные награды
- медаль «Партизану Отечественной войны» I степени (29 июня 1944)[19]
- орден Красной Звезды[2]
- Герой Социалистического Труда (НРБ)[2]
- орден «Георгий Димитров»

## Работы
- Асклепий: болгаро-советский ежегодник истории и теории медицины / ред. В. Павлова, Б. Д. Петров. том 1. София, "Медицина и физкультура", 1970 - 327 стр., илл.
- Асклепий: болгаро-советский ежегодник истории и теории медицины / ред. В. Павлова, Б. Д. Петров. том 2. София, "Медицина и физкультура", 1972 - 309 стр.
- Асклепий: международный ежегодник истории и теории медицины социалистических стран / ред. В. Павлова. том 4. София, "Медицина и физкультура", 1978 - 197 стр.
- История на медицина в България / под ред. на проф. д-р. В. Павлова. София, "Медицина и физкултура", 1980.  (болг.)
- В. Павлова. Новото в науката от опита на Освободителната война 1877-1878 г. София, 1995.  (болг.)

## Дополнительная информация
- Дневник Веры Павловой, который она вела в 1943-1944 гг. в отряде Д. Н. Медведева, после войны стал экспонатом Военно-исторического музея в Софии[3]
- Материалы о партизанах отряда "Победители" (в том числе, о Вере Павловой) представлены в экспозиции музея боевой славы имени Н. И. Кузнецова, открытом в 1968 году в школе № 17 (микрорайон Нефтяник города Ишимбая)[20]